# Valley Girl (film, 2020)
Cet article concerne le remake musical. Pour le film original, voir Valley Girl (film, 1983).
Pour les articles homonymes, voir Valley Girl (homonymie).
Pour plus de détails, voir Fiche technique et Distribution.
Valley Girl est un film musical américain réalisé par Rachel Goldenberg et sorti directement en vidéo en 2020.
Il s'agit d'un remake du film du même titre réalisé par Martha Coolidge en 1983. Néanmoins, alors que le film original était une comédie romantique classique, cette nouvelle version est également un film musical. Sous forme de comédie musicale juke-box, il utilise des chansons célèbres des années 1980.
Prévu pour une sortie au cinéma, le film a finalement été distribué directement en vidéo et dans les ciné-parcs américains en raison de la pandémie de Covid-19.

## Synopsis
Dans les années 2010, Julie Richman essaye de s'intéresser à ce que traverse sa fille adolescente, Ruby. Mais cette dernière pense que sa mère n'est pas capable de la comprendre. Pour cela, Julie décide de lui raconter sa propre jeunesse pour lui prouver que son adolescence n'était pas si différente de la sienne.
Au début des années 1980, Julie vit dans la vallée de San Fernando avec son groupe de meilleures amies. Ce sont de véritables Valley girl : elles sont populaires, adorent le shopping et partagent leurs temps entre la plage et le centre commercial. Julie est également en couple avec Mickey, le garçon le plus populaire de leurs lycée. Mais alors qu'elle est en pleine année de terminale, Julie commence à s'ennuyer de cette vie superficielle et sans surprise.
Quand elle fait la rencontre de Randy, un punk de Los Angeles, c'est le coup de foudre. Les deux adolescents se connaissent à peine mais un lien se crée entre eux. Leurs mondes si différents vont alors se rencontrer...

## Fiche technique
Sauf indication contraire, les informations mentionnées dans cette section peuvent être confirmées par la base de données cinématographiques IMDb,  présente dans la section « Liens externes ».
- Titre original : Valley Girl
- Réalisation : Rachel Goldenberg
- Scénario : Amy Talkington, avec la participation de Marti Noxon et d'après une histoire de Andrew Lane et Wayne Crawford[1]
- Direction artistique : Erika Toth
- Décors : Theresa Guleserian
- Costumes : Maya Lieberman
- Photographie : Adam Silver
- Montage : Julia Wong
- Musique : Roger Neill
- Chorégraphie : Mandy Moore
- Casting : Rich Delia
- Production : Matt Smith et Steven J. Wolfe
- Sociétés de production : Orion Classics, Metro-Goldwyn-Mayer et Sneak Preview Productions
- Société de distribution : United Artists Releasing (États-Unis)
- Pays d'origine :  États-Unis
- Langues originales : anglais
- Format : Couleur
- Genre : Comédie romantique et Musical
- Durée : 102 minutes
- Dates de sortie :
  - États-Unis : 8 mai 2020 (Vidéo à la demande et ciné-parc)

## Distribution
- Jessica Rothe : Julie Richman
  - Alicia Silverstone : Julie adulte (non-crédité)
- Josh Whitehouse (en) : Randy
- Mae Whitman : Jack
- Jessie Ennis : Stacey
- Chloe Bennet : Karen
- Ashleigh Murray : Loryn
- Logan Paul : Mickey
- Judy Greer : Diana Richman
- Rob Huebel (en) : Steve Richman
- Mario Revolori : Sticky
- Camila Morrone : Ruby
- Alex Lewis : Casper
- Mary Neely (en) : Felecia
- Alex MacNicoll : Brad
- Andrew Kai : Rob
- Danny Ramirez : Chip
- Peyton Roi List : Courtney
- Randall Park : le principal Evans
- Josh Fadem (en) : Gary
- Nicole Byer (en) : Deejay
- Allyn Rachel (en) : Rachel Donahue
- Thomas Lennon : Rodney Bingheimer
- Deborah Foreman : une vendeuse (caméo)

## Production

### Développement
En février 2012, Metro-Goldwyn-Mayer et Paramount Pictures annoncent le développement d'un remake musical du film Valley Girl et engagent le réalisateur Clay Weiner. Les deux studios ne communiqueront plus sur le projet par la suite.
En novembre 2016, Metro-Goldwyn-Mayer engage Rachel Goldenberg pour réaliser le film à la suite des départs de Clay Weiner et de Paramount Pictures. Amy Talkington reprend le scénario du film, qui sera par la suite corrigé par Marti Noxon,.

### Distribution des rôles
En novembre 2016, Jessica Rothe est la première actrice à rejoindre le projet en décrochant le rôle titre, Julie Richman. Elle est suivie en janvier 2017 par Josh Whitehouse qui signe pour le rôle de Randy, l'intérêt amoureux de Julie.
En avril 2017, Chloe Bennet, Logan Paul, Jessie Ennis et Ashleigh Murray rejoignent la distribution. En juin 2017, Peyton Roi List confirme sa présence dans le film.

### Tournage
Le tournage du film s'est déroulé à Los Angeles, en Californie. Il s'est déroulé entre mai 2017 et juin 2017,.

## Sortie
Le film était initialement prévu pour le 29 juin 2018, néanmoins, en janvier 2018, le vidéaste Logan Paul, qui interprète Mickey, est au cœur d'une polémique après avoir filmé et montré sur sa chaîne YouTube le cadavre d’un homme qui s’était suicidé dans une forêt au Japon. Afin d'éviter que la polémique ne touche le film, Metro-Goldwyn-Mayer retire temporairement le film de son planning de sortie.
Le studio fixe alors une nouvelle date de sortie pour le 8 mai 2020 mais en raison de la pandémie de Covid-19 qui a entrainé la fermeture des salles aux États-Unis, la sortie au cinéma du film est annulée et remplacée par une sortie directement en vidéo sur les plateformes de vidéo à la demande.

## Numéros musicaux
La bande originale contenant les numéros musicaux du film est sortie le 8 mai 2020 via Interscope Records.
Singles
1. We Got the Beat
Sortie : 24 avril 2020

Liste des titres
| 1.    | We Got the Beat                                                                                        | Jessica Rothe, Chloe Bennet, Jessie Ennis et Ashleigh Murray                  | 1:50 |
| 2.    | Bad Reputation                                                                                         | Josh Whitehouse, Mae Whitman et Mario Revolori                                | 1:15 |
| 3.    | Hey Mickey / Call Me                                                                                   | Peyton Roi List et la distribution                                            | 1:19 |
| 4.    | Girls Just Want to Have Fun                                                                            | Ashleigh Murray, Chloe Bennet et Jessica Rothe                                | 2:14 |
| 5.    | Kids in America                                                                                        | Jessica Rothe, Ashleigh Murray, Chloe Bennet, Jessie Ennis et la distribution | 2:21 |
| 6.    | You Might Think                                                                                        | Josh Whitehouse, Mae Whitman et la distribution                               | 2:07 |
| 7.    | A Million Miles Away                                                                                   | Deap Vally                                                                    | 3:39 |
| 8.    | Makin' Me Like You                                                                                     | Van Nice                                                                      | 1:52 |
| 9.    | Crazy for You                                                                                          | Josh Whitehouse, Mae Whitman et Mario Revolori                                | 1:37 |
| 10.   | Aerobics Mash Up - Just Can't Get Enough / Material Girl / I Can't Go for That / Tainted Love - Medley | Jessica Rothe, Chloe Bennet et Ashleigh Murray                                | 1:51 |
| 11.   | Space Age Love Song                                                                                    | Deap Vally                                                                    | 3:26 |
| 12.   | Obsessed With You                                                                                      | Deap Vally                                                                    | 2:38 |
| 13.   | Take on Me                                                                                             | Josh Whitehouse et Jessica Rothe                                              | 2:52 |
| 14.   | Safety Dance                                                                                           | Leon Else                                                                     | 3:01 |
| 15.   | Boys Don't Cry                                                                                         | Josh Whitehouse et Mae Whitman                                                | 2:43 |
| 16.   | Under Pressure                                                                                         | Jessica Rothe, Josh Whitehouse et la distribution                             | 3:44 |
| 17.   | Dance Hall Day                                                                                         | American Authors                                                              | 4:03 |
| 18.   | Dancing with Myself                                                                                    | American Authors                                                              | 3:20 |
| 19.   | Heaven                                                                                                 | American Authors                                                              | 3:32 |
| 20.   | I Melt With You - Duet                                                                                 | Josh Whitehouse et Mae Whitman                                                | 2:20 |
| 21.   | I Melt With You - Prom Version                                                                         | American Authors                                                              | 2:21 |
| 53:48 | |                                                                               |      |